# حشره‌خوار درختی هورسفیلد
حشره‌خوار درختی هورسفیلد(نام علمی: Tupaia javanica) نام یک گونه از تیره حشره‌خوار درختی سنجابی است.